# WFDC12
WFDC12 (англ. WAP four-disulfide core domain 12) – білок, який кодується однойменним геном, розташованим у людей на довгому плечі 20-ї хромосоми. Довжина поліпептидного ланцюга білка становить 111 амінокислот, а молекулярна маса — 12 050.
| 10         |  | 20         |  | 30         |  | 40         |  | 50         |
| ---------- |  | ---------- |  | ---------- |  | ---------- |  | ---------- |
| MGSSSFLVLM |  | VSLVLVTLVA |  | VEGVKEGIEK |  | AGVCPADNVR |  | CFKSDPPQCH |
| TDQDCLGERK |  | CCYLHCGFKC |  | VIPVKELEEG |  | GNKDEDVSRP |  | YPEPGWEAKC |
| PGSSSTRCPQ |  | K          |  |            |  |            |  |            |

A: Аланін

C: Цистеїн

D: Аспарагінова кислота

E: Глутамінова кислота

F: Фенілаланін

G: Гліцин

H: Гістидин

I: Ізолейцин

K: Лізин

L: Лейцин

M: Метіонін

N: Аспарагін

P: Пролін

Q: Глутамін

R: Аргінін

S: Серин

T: Треонін

V: Валін

W: Триптофан

Кодований геном білок за функціями належить до інгібіторів протеаз, інгібіторів серинових протеаз, антибіотиків, антимікробних білків. 
Секретований назовні.